# Liste der Baudenkmäler in Walting

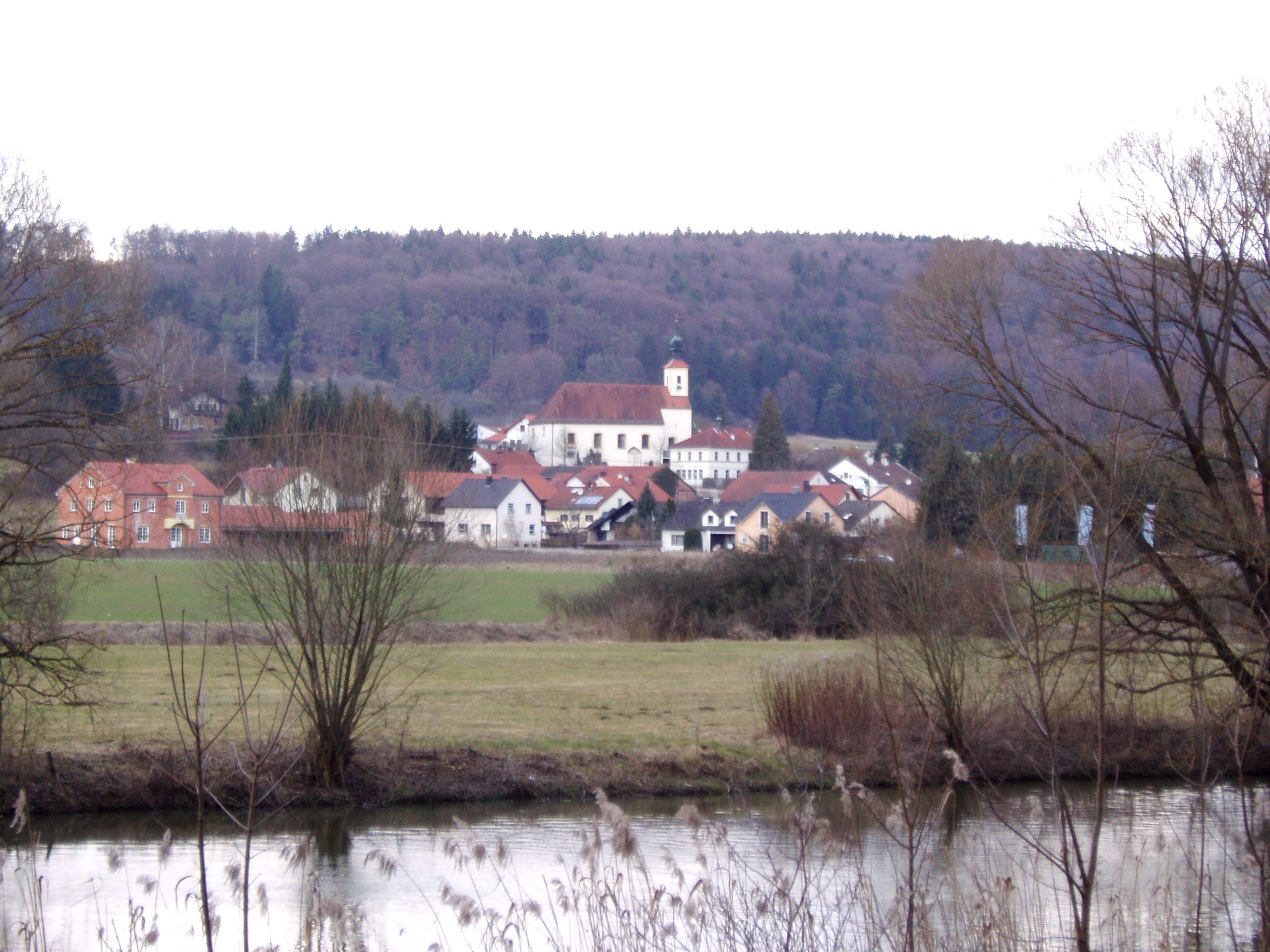
Blick auf Walting

Auf dieser Seite sind die Baudenkmäler in der oberbayerischen Gemeinde Walting zusammengestellt. Diese Tabelle ist eine Teilliste der Liste der Baudenkmäler in Bayern. Grundlage ist die Bayerische Denkmalliste, die auf Basis des Bayerischen Denkmalschutzgesetzes vom 1. Oktober 1973 erstmals erstellt wurde und seither durch das Bayerische Landesamt für Denkmalpflege geführt wird. Die folgenden Angaben ersetzen nicht die rechtsverbindliche Auskunft der Denkmalschutzbehörde.

## Baudenkmäler nach Gemeindeteilen

### Walting
| Lage                                                     | Objekt                                        | Beschreibung | Akten-Nr.     | Bild |
| -------------------------------------------------------- | --------------------------------------------- | --- | ------------- | --- |
| Am Kirchberg 11 (Standort)                               | Katholische Pfarrkirche St. Johann Evangelist | ehemals befestigte romanische Chorturmanlage, Langhaus und Turmaufsatz 1723 neu errichtet, Verlängerung des Langhauses nach Westen, 1923/24; mit Ausstattung; ummauerter ehemals befestigter Friedhof, mittelalterlich; Rokoko-Grabstein Wenzl; Reihe von Grabsteinen des Rokoko und Klassizismus vor der Südwand der Kirche. | D-1-76-165-1  | weitere Bilder |
| Leonhardistraße (Standort)                               | Bildstock                                     | auf Rundpfeiler gemauertes Bildhäuschen mit Stichbogenblende und Satteldach, 17./18. Jahrhundert; an der Altmühlbrücke. | D-1-76-165-7  | weitere Bilder |
| Leonhardistraße (Standort)                               | Feldkreuz                                     | Eisenkruzifix auf Steinsockel, 19. Jahrhundert; an der Straße nach Inching. | D-1-76-165-10 | BW |
| Leonhardistraße 1 (Standort)                             | Hausmadonna                                   | 18. Jahrhundert; am Giebel. | D-1-76-165-3  | weitere Bilder |
| Leonhardistraße 11 a (Standort)                          | Gut Moierhof                                  | zugehöriges langgestrecktes Wirtschaftsgebäude, massiver Flachsatteldachbau mit Kalkplatten, Fachwerk, wohl erste Hälfte 19. Jahrhundert. | D-1-76-165-4  | BW |
| Leonhardistraße 21 (Standort)                            | Kapelle St. Leonhard                          | Chorturmanlage, Saalkirche mit Steildach, Chor romanisch, Langhaus 1598; mit Ausstattung | D-1-76-165-2  | weitere Bilder |
| Brunnmühlfeld (an der Straße nach Inching) (Standort)    | Feldkapelle                                   | 18. Jahrhundert; mit Ausstattung | D-1-76-165-6  | weitere Bilder |
| Rieshofer Feld (an der Straße nach Rieshofen) (Standort) | Steinkreuz                                    | mittelalterlich, mit Inschriftentafel, bezeichnet mit dem Jahr 1632 und 1863 | D-1-76-165-9  | [[Vorlage:Bilderwunsch/code!/C:48.92118,11.30105!/D:Rieshofer Feld (an der Straße nach Rieshofen), Steinkreuz!/\|BW]] |
| Rieshofener Wegäcker (Standort)                          | Bildstock                                     | Steinpfeiler mit Bildtabernakel, bez. 1875 | D-1-76-165-55 | BW |
| an der Straße nach Inching ()                            | Steinkreuz                                    | Steinkreuz, mittelalterlich; nicht nachqualifiziert, im Bayerischen Denkmal-Atlas nicht kartiert | D-1-76-165-8  | |

### Forstermühle
| Lage                 | Objekt     | Beschreibung                                                                                       | Akten-Nr.               | Bild           |
| -------------------- | ---------- | -------------------------------------------------------------------------------------------------- | ----------------------- | -------------- |
| Mühlleite (Standort) | Wegkapelle | kleiner Rechteckbau mit Steildach und Fassadengliederung, 18./19. Jahrhundert, bei der Kunstmühle. | D-1-76-138-128 Wikidata | weitere Bilder |

### Gungolding
| Lage                              | Objekt                                    | Beschreibung | Akten-Nr.     | Bild              |
| --------------------------------- | ----------------------------------------- | --- | ------------- | ----------------- |
| Kipfenberger Straße (Standort)    | Bildstock                                 | Steinpfeiler mit tabernakelförmigem Abschluss, bezeichnet mit dem Jahr 1597; bei Haus Nr. 10. | D-1-76-165-11 | BW                |
| Kipfenberger Straße 16 (Standort) | Bildstock-Kapelle                         | gemauert, 19. Jahrhundert; bei Haus Nr. 18. | D-1-76-165-12 | BW                |
| St.-Marienstraße (Standort)       | Kreuzstein                                | mittelalterlich; bei der achten Kreuzwegstation. | D-1-76-165-16 | weitere Bilder    |
| St.-Marienstraße (Standort)       | Kapellenbildstock                         | gemauert, 18./19. Jahrhundert, erneuert; an der Altmühlbrücke. | D-1-76-165-20 | Kapellenbildstock |
| St.-Marienstraße (Standort)       | Kreuzweg                                  | zwischen Dorf und Kirche; 14 gemauerte Bildstöcke, 1747 errichtet. | D-1-76-165-14 | weitere Bilder    |
| St.-Marienstraße 16 (Standort)    | Katholische Pfarrkirche Mariä Himmelfahrt | Chorturmanlage, gotisch, Saalkirche mit Walmdach, Erhöhung des barocken Turmobergeschosses und Erweiterung des Langhauses vermutlich durch Gabriel de Gabrieli (?), 1740; mit Ausstattung; ummauerter, ehemals befestigter Friedhof, Anlage spätmittelalterlich. | D-1-76-165-13 | weitere Bilder    |
| St.-Marienstraße 21 (Standort)    | Bildstock                                 | Anfang 17. Jahrhundert; bei Nr. 21. | D-1-76-165-15 | BW                |
| Stangengasse 16 (Standort)        | Scheune                                   | Große Scheune, massiver Bruchsteinsockel, Oberteil Fachwerk, mit Kalkplattendach, 18. Jahrhundert. | D-1-76-165-17 | BW                |
| Turmstraße 5 (Standort)           | Bauernhaus                                | Wohnstallhaus, massiver Flachsatteldachbau, Obergeschoss mit Fachwerk, von 1564/65, Umbau 1836/37. | D-1-76-165-19 | BW                |

### Inching
| Lage                         | Objekt                        | Beschreibung | Akten-Nr.     | Bild           |
| ---------------------------- | ----------------------------- | --- | ------------- | -------------- |
| Almosmühlstraße (Standort)   | Kapelle                       | 19. Jahrhundert; bei Haus Nr. 2. | D-1-76-165-28 | weitere Bilder |
| Martinstraße (Standort)      | Stadel                        | Satteldachbau mit reichem Fachwerkgiebel und Kalkplattendach, bezeichnet mit dem Jahr 1709. | D-1-76-165-25 | weitere Bilder |
| Martinstraße 1, 3 (Standort) | Ehemaliges Bauernhaus         | erdgeschossiger Flachsatteldachbau mit Kalkplatten, Fachwerkobergeschoss, Wirtschaftsteil mit Kalkplattendach hakenförmig angeschlossen, 18./19. Jahrhundert. | D-1-76-165-26 | weitere Bilder |
| Martinstraße 6 (Standort)    | Schloss                       | ehemaliger Herrschaftssitz des Ortsadels, Mitte 12. Jahrhundert, Sommersitz der Eichstätter Domherren, Anfang 18. Jahrhundert, jetzt Privatbesitz; rechteckiger zweigeschossiger Walmdachbau mit Eckerker, von Jakob Engel um 1700 errichtet, zweites Obergeschoss mit Saalbau von Gabriel de Gabrieli um 1715–20, mit Halbrunderker und Zwiebelhaube; mit Ausstattung; angebautes Wohnhaus an der Nordseite, zweigeschossiger Flachsatteldachbau in Altmühljura-Bauweise, ehemals mit Kalkplattendach, um Mitte 19. Jahrhundert, im Kern älter; hölzerner Gartenpavillon, Spätrokoko, mit Mansarddach; Stallungen, massiver Flachsatteldachbau, 18./19. Jahrhundert, im Kern älter. | D-1-76-165-23 | weitere Bilder |
| Martinstraße 8 (Standort)    | Katholische Kirche St. Martin | mittelalterliche Chorturmanlage, Saalkirche mit Steildach, im 18. Jahrhundert barock verändert; mit Ausstattung | D-1-76-165-21 | weitere Bilder |

### Isenbrunn
| Lage                   | Objekt                                  | Beschreibung | Akten-Nr.     | Bild           |
| ---------------------- | --------------------------------------- | --- | ------------- | -------------- |
| Isenbrunn 1 (Standort) | Katholische Filialkirche St. Laurentius | Chorturmanlage 11./12. Jahrhundert, Langhaus 1702 und Folgejahre barockisiert, gedrungener Turm; mit Ausstattung          | D-1-76-165-29 | weitere Bilder |
| Kirchfeld (Standort)   | Kreuzstein                              | mittelalterlich; an der Straße nach Rieshofen.                                                                            | D-1-76-165-31 | weitere Bilder |
| Kirchfeld ()           | Bildstock                               | Steinpfeiler mit tabernakelförmigem Abschluss und Eisenkreuz, bezeichnet mit dem Jahr 1652; an der Straße nach Rieshofen. | D-1-76-165-30 | weitere Bilder |

### Pfalzpaint
| Lage                          | Objekt                                   | Beschreibung | Akten-Nr.     | Bild           |
| ----------------------------- | ---------------------------------------- | --- | ------------- | -------------- |
| Pfalzpaint (Standort)         | Ensemble Kirche St. Andreas mit Umgebung | Die Kirche St. Andreas in Pfalzpaint und der eng benachbarte, aus dem mittelalterlichen Sitz des 1119 genannten Ortsadels hervorgegangene stattliche Wohnbau eines Bauernhofes schließen sich zu einem Ensemble zusammen, in welchem Ursprung und Kern des Altmühltal-Dorfes sowie der enge Verband von kirchlichem und herrschaftlichem Zentrum anschaulich werden. | E-1-76-165-2  | BW             |
| Am Hofstetter Weg (Standort)  | Wegkreuz                                 | Kalksteinpfeiler mit Eisenkreuz, bezeichnet mit dem Jahr 1860 (erneuert); am Waldweg nach Hofstetten. | D-1-76-165-39 | BW             |
| Am Waltinger Weg (Standort)   | Wegkapelle                               | mit angeschlossenem Betraum, 18. Jahrhundert; an der Straße nach Inching. | D-1-76-165-36 | BW             |
| Hofstetter Weg (Standort)     | Kreuzstein                               | mittelalterlich, und Wegkreuz auf Kalksteinpfeiler, mit Marienbild hinter Glas, 19. Jahrhundert; am Beginn des Hofstetter Weges. | D-1-76-165-38 | weitere Bilder |
| Kirchweg 1 (Standort)         | Katholische Filialkirche St. Andreas     | Chorturmanlage, Saalkirche mit Steildach von Jakob Engel unter Verwendung mittelalterlicher Turmteile erbaut, 1707; Wieskapelle, südlich an das Langhaus angebaut, um 1725; mit Ausstattung; Friedhof, alter Teil, Anlage mittelalterlich; Ummauerung wohl 18. Jahrhundert.                                                                                          | D-1-76-165-32 | weitere Bilder |
| Kirchweg 3 (Standort)         | Ehemaliger Adelssitz                     | dreigeschossiger Flachsatteldachbau als Bauernhaus ausgebaut über Teilen der mittelalterlichen Burg, 1779; romanischer dreigeschossiger Bergfried mit Satteldach an der Nordseite erhalten. | D-1-76-165-34 | weitere Bilder |
| Nähe Altmühlstraße (Standort) | Stadel                                   | langgestreckter Satteldachbau, Obergeschoss Fachwerk, 18./19. Jahrhundert; gegenüber Haus Nr. 9. | D-1-76-165-33 | weitere Bilder |
| Obere Au 2 (Standort)         | Bauernhaus                               | erdgeschossiger Flachsatteldachbau, ehemals mit Kalkplattendach, erste Hälfte 19. Jahrhundert. Besichtigung am 30.9.2023: nicht vorgefunden, offensichtlich durch Stadel ersetzt | D-1-76-165-35 | BW             |
| Weinberg (Standort)           | Bildstock                                | gemauert, Achteckpfeiler mit rechteckigem Bildhäuschen mit Satteldach, 16./17. Jahrhundert (erneuert); am Weg nach Pfahldorf. | D-1-76-165-37 | weitere Bilder |

### Pfünz
| Lage                          | Objekt                                | Beschreibung | Akten-Nr.     | Bild           |
| ----------------------------- | ------------------------------------- | --- | ------------- | -------------- |
| Alte Dorfstraße 1 (Standort)  | Bauernhaus                            | zweigeschossiger Flachsatteldachbau mit Segmentbogenfenstern, um Mitte 19. Jahrhundert. | D-1-76-165-40 | weitere Bilder |
| Alte Dorfstraße 6 (Standort)  | Ehemaliges Forsthaus, jetzt Wohnhaus  | zweigeschossiger Schopfwalmdachbau, 1707; Stadel, massiv, mit Kalkplattendach, wohl erste Hälfte 19. Jahrhundert; kleines Nebengebäude, ehemals mit Kalkplattendach, 19. Jahrhundert; Hofmauer, gleichzeitig (erneuert). | D-1-76-165-41 | BW             |
| Altmühl (Standort)            | Altmühlbrücke Pfünz                   | steinerne Anlage, vier tonnengewölbte Joche, Pfeiler an den Stirnseiten mit keilförmigen Streben, im Kern spätmittelalterlich. | D-1-76-165-46 | weitere Bilder |
| Am Dorfplatz 6 (Standort)     | Gasthaus und Bauernhof                | stattliches Wohnstallhaus, zweigeschossiger Flachsatteldachbau, zweite Hälfte 19. Jahrhundert, im Kern älter angeschlossener massiver Querstadel, Flachsatteldachbau, 19. Jahrhundert. | D-1-76-165-42 | weitere Bilder |
| Nähe Bergweg (Standort)       | Gedenkstein                           | Steinpfeiler auf quadratischem Sockel, zur Erinnerung an das römische Castrum, bezeichnet mit dem Jahr 1859. | D-1-76-165-47 | weitere Bilder |
| Waltinger Straße 1 (Standort) | Bauernhaus                            | langgestreckter Flachsatteldachbau mit Putzbandgliederungen und Kalkplattendach (erneuert), im Kern 18./19. Jahrhundert, 1920 erneuert. | D-1-76-165-43 | Bauernhaus     |
| Waltinger Straße 2 (Standort) | Katholische Filialkirche St. Nikolaus | spätgotische Chorturmanlage, 16. Jahrhundert, Saalkirche mit Steildach, 1728 barockisiert; mit Ausstattung; Turm mit Treppengiebel; Friedhofsummauerung. | D-1-76-165-44 | weitere Bilder |
| Waltinger Straße 3 (Standort) | Schloss Pfünz                         | Ehemaliges Fürstbischöfliches Sommerschloss, jetzt Diözesan-Jugendheim; dreigeschossige Rechteckanlage, Flachsatteldachbau mit zwei über Eck gestellten Erkertürmen mit oktogonalen Turmgeschossen, von Jakob Engel 1710 und Folgejahre errichtet; Inschrifttafel, bezeichnet mit dem Jahr 1583; Schlosspark, ummauerte rechteckige Anlage, 18. Jahrhundert, zum Teil umgestaltet. | D-1-76-165-45 | weitere Bilder |

### Rapperszell
| Lage                        | Objekt                                          | Beschreibung | Akten-Nr.     | Bild           |
| --------------------------- | ----------------------------------------------- | --- | ------------- | -------------- |
| Antoniweg 2 (Standort)      | Katholische Filialkirche Hl. Antonius von Padua | Saalkirche mit Steildach, Neubau von 1949; mit historischer Ausstattung | D-1-76-165-48 | weitere Bilder |
| Zur Kohlstatt 18 (Standort) | Ehemaliges Forsthaus                            | jetzt Wohnhaus, langgestreckter zweigeschossiger Flachsatteldachbau, erbaut 1740, Amtsstube 1920 als Anbau hinzugefügt, Umbau 1967/68; mit Scheune, massiver Satteldachbau, 1880; mit Waschhaus, gleichzeitig. | D-1-76-165-54 | BW             |

### Rieshofen
| Lage                     | Objekt                              | Beschreibung | Akten-Nr.     | Bild           |
| ------------------------ | ----------------------------------- | --- | ------------- | -------------- |
| Bucherloh (Standort)     | Wegkapelle                          | 20. Jahrhundert; nordöstlich vom Ort. | D-1-76-165-51 | BW             |
| Dorfstraße 12 (Standort) | Katholische Filialkirche St. Erhard | Chorturmanlage, romanisch, Langhaus 1749, verlängert 1912, Wehrturmerdgeschoss, 12. Jahrhundert, Aufbauten spätgotisch; mit Ausstattung; Friedhof.                                                                                       | D-1-76-165-49 | weitere Bilder |
| Einöd (Standort)         | Burgruine Rieshofen                 | ehemaliger Edelsitz, Ende 13. Jahrhundert, seit 1561 Ruine; Bergfried, Ende 13. Jahrhundert/Anfang 14. Jahrhundert, mit Inschrifttafel, um 1860; Teile der Grundmauer des westlich gelegenen, rechteckigen ehemaligen Wohnbaus erhalten. | D-1-76-165-50 | weitere Bilder |

## Ehemalige Baudenkmäler
In diesem Abschnitt sind Objekte aufgeführt, die früher einmal in der Denkmalliste eingetragen waren, jetzt aber nicht mehr. Objekte, die in anderem Zusammenhang also z. B. als Teil eines Baudenkmals weiter eingetragen sind, sollen hier nicht aufgeführt werden. Aktennummern in diesem Abschnitt sind ehemalige, jetzt nicht mehr gültige Aktennummern.

| Lage                                | Objekt           | Beschreibung                                                                                           | Akten-Nr.    | Bild |
| ----------------------------------- | ---------------- | --- | ------------ | ---- |
| Walting Altmühl; Leonhardistraße () | Kleines Wohnhaus | Kleines Wohnhaus mit verputztem Fachwerk-Obergeschoss und Kalkplattendach, 18./frühes 19. Jahrhundert. | D-1-76-165-5 |      |